# Cäcilia von Rom

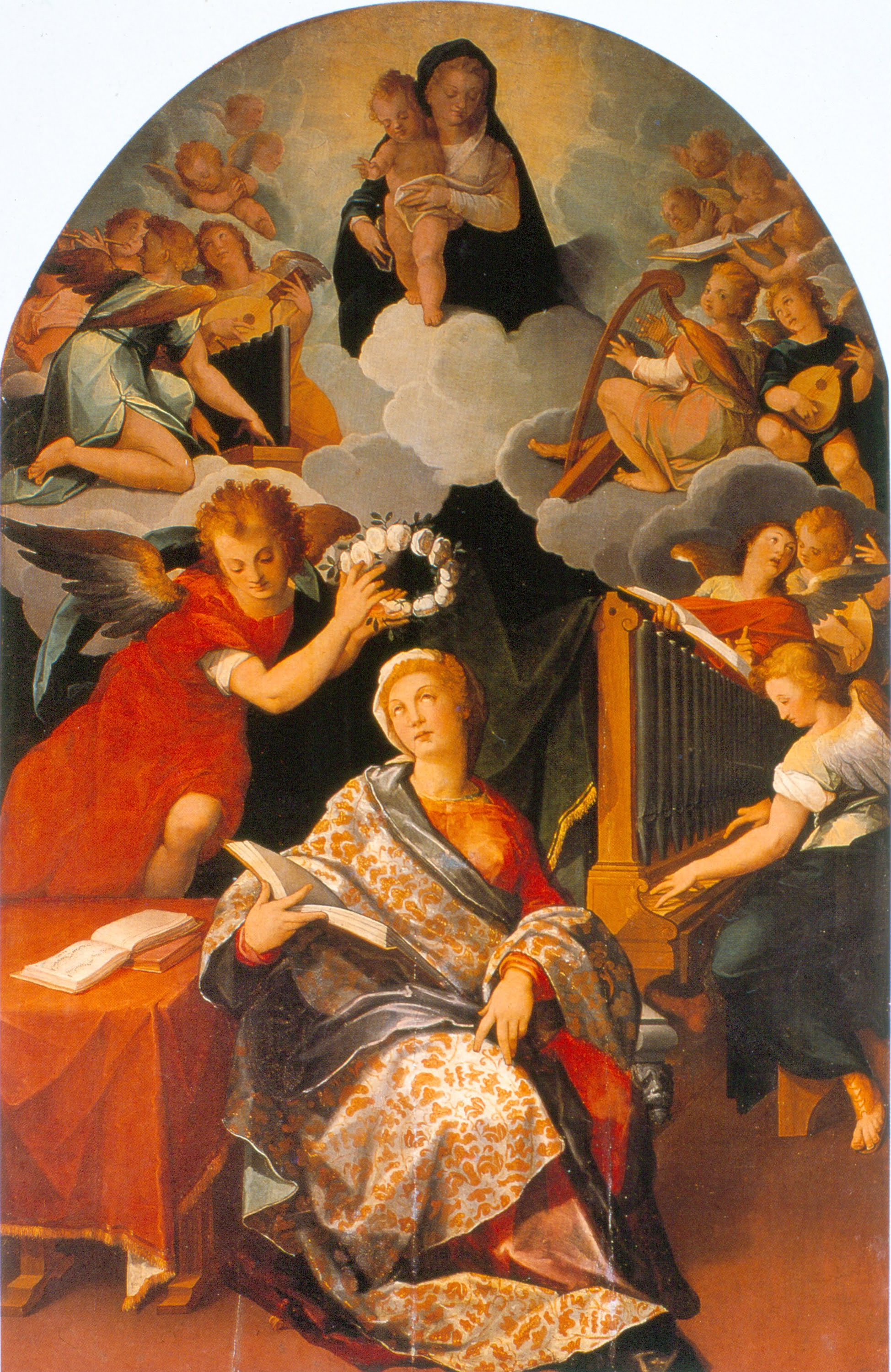
Andrés de Concha – hl. Cäcilia mit musizierenden Engeln (um 1580)

Cäcilia von Rom wird in mehreren christlichen Konfessionen als Heilige, Jungfrau und Märtyrin verehrt. Ihr Gedenktag ist der 22. November. Sie gilt als Schutzpatronin der Kirchenmusik, daher zählt unter anderem die Orgel zu ihren Attributen. Ihre Historizität ist umstritten.

## Historizität

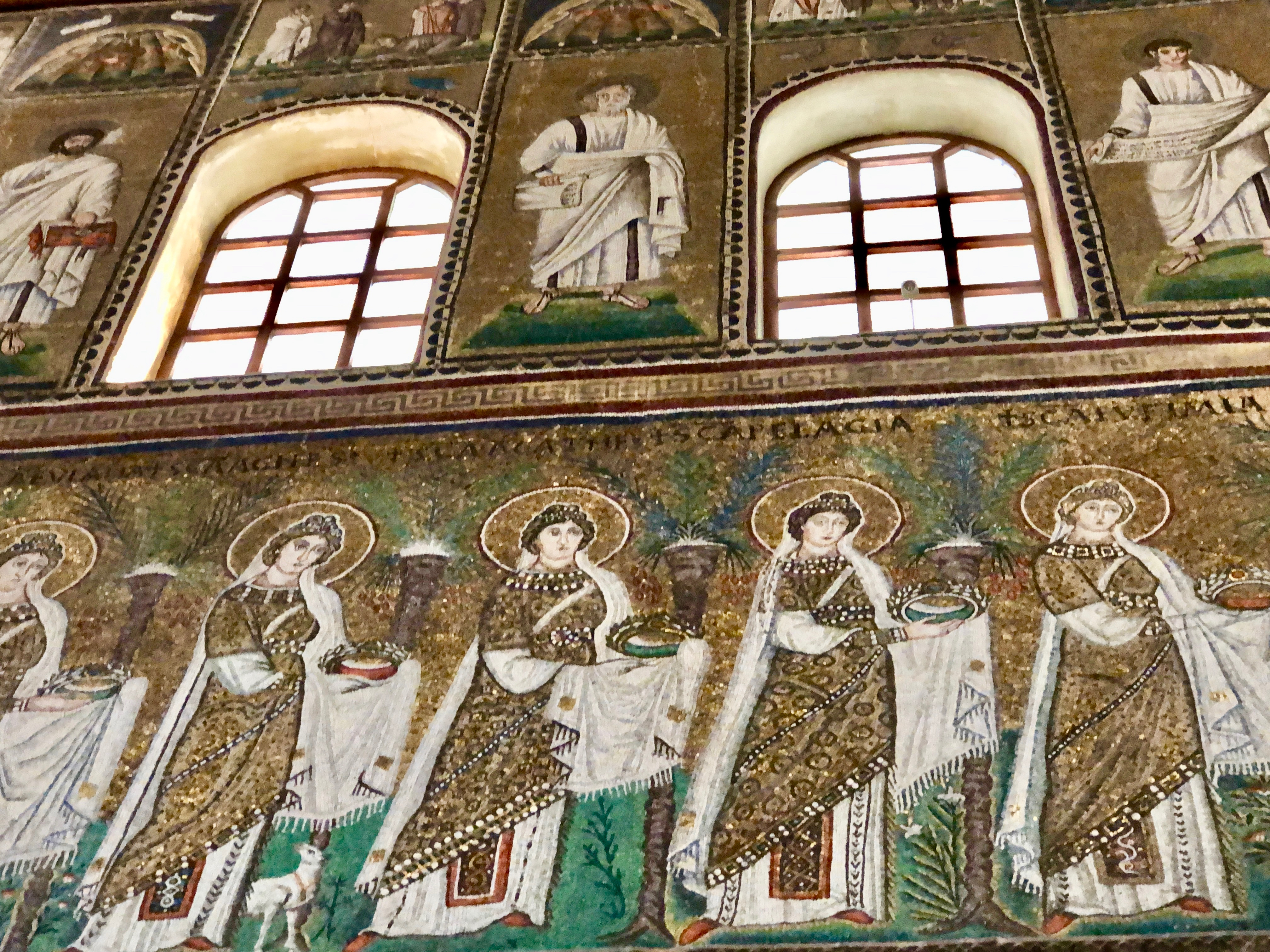
Cäcilia (mittig) unter den jungfräulichen Märtyrerinnen, Mosaik in Sant’Apollinare Nuovo (um 520)

Historisch verwertbare Angaben zu Cäcilias Leben fehlen, weswegen ihre Historizität infrage gestellt wird. Der kirchlichen Tradition zufolge, die sich auf die passio sanctae Caeciliae („Leidensgeschichte der hl. Cäcilia“) aus dem 5. Jahrhundert stützt, lebte sie im 3. Jahrhundert in Rom, wo sie von Papst Urban I. getauft wurde. Doch ist die Verbindung mit Urban wohl als gelehrte Erfindung des Verfassers der passio anzusehen und die griechischen Menaia nennen für das Martyrium die Zeit der Christenverfolgungen unter Diokletian. Im ältesten Verzeichnis der Märtyrer von Rom, der Depositio martyrium des Chronographen von 354, wird sie nicht genannt. Inschriftlich ist sie im 5. Jahrhundert nachgewiesen und Presbyter der ihr geweihten Kirche Santa Cecilia in Trastevere unterzeichneten im Jahr 499 die Synodalakten. In der um 640 entstandenen zweiten Edition des Liber Pontificalis ist die älteste Erwähnung des Titularfestes ihrer Kirche überliefert. Demnach beging Papst Vigilius am 22. November 545 das Fest, als er von den Gesandten des Kaisers Justinian I. in der Kirche gefangengesetzt wurde. Das wohl im frühen 7. Jahrhundert zusammengestellte Martyrologium Hieronymianum nennt verschiedene Festtage, an denen der Märtyrin Cäcilia gedacht wurde, darunter auch den 22. November.
Ausgehend von den für Märtyrer Roms typischerweise spät verfassten, meist legendarischen und gewissen Topoi folgenden Märtyrerakten wurden verschiedene Versuche unternommen, den Zeitpunkt des Martyriums der heiligen Cäcilia zu bestimmen. Der Kirchenhistoriker Johann Peter Kirsch  und Paul Styger stellten die verschiedene Ansätze zur Bestimmung des Zeitpunkts eines Martyriums der Cäcilia zusammen; die entsprechenden Angaben schwanken zwischen den Jahren 177 und 362, als Christenverfolger wurden Mark Aurel und Commodus, Severus Alexander, Septimius Severus, Maximinus Thrax, Decius, Diokletian und Julian angeführt. Sofern eine Historizität der heiligen Cäcilia unterstellt wird, spielt als Jahr ihres Martyriums heute nur mehr das Jahr 230, das heißt die Regierungszeit des Severus Alexander, eine Rolle.

## Heiligenlegende

### Überlieferung und Ausgaben
Die passio der hl. Cäcilia kursierte im Mittelalter in zahlreichen Handschriften. Die Bibliotheca Hagiographica Latina listet 168 Zeugnisse, denen Cécile Lanéry im Jahr 2010 weitere 62 hinzufügen konnte.
Die ältesten Handschriften stammen aus dem 8. Jahrhundert. Symeon Metaphrastes übertrug im 10. Jahrhundert die Passio ins Griechische. Eine erste Druckfassung als Inkunabel wurde um 1474 von Boninus Mombritius im ersten Band seines Sanctuarium seu Vitae sanctorum in Mailand veröffentlicht. Sie wird auch heute noch herangezogen und zitiert. Im Jahr 1551 wurde die Fassung des Metaphrastes für Luigi Lippomano ins Lateinische zurückübersetzt und 1575 von Laurentius Surius in Band 6 seiner De Probatis Sanctorum Historiis in Köln abgedruckt.
Antonio Bosio verfasste im Jahr 1600 für Kardinal Paolo Emilio Sfondrati eine erste kodifizierte Fassung der Passio, die für Jahrhunderte verbindlich blieb. Joseph Mohr legte 1889 erste Ansätze zu einer bis heute ausstehenden kritischen Sichtung der Handschriften vor, beschränkte sich aber auf das italienische, weitgehend römische Material. Im Jahr 1936 veröffentlichte Hippolyte Delehaye, basierend auf zwei der ältesten Handschriften aus dem 9. und 10. Jahrhundert, eine neue Edition der passio, die seitdem zumeist herangezogen wird.
Die Datierung der Urschrift und die Autorschaft der passio sind Gegenstand der Diskussion. Cécile Lanéry kam 2009 nach umfassender Analyse zu dem Schluss, dass Arnobius der Jüngere um das Jahr 450 die passio verfasst habe. Dem schloss sich Michael Lapidge, der 2018 eine kommentierte englische Übersetzung der passio auf Basis des Textes von Delehaye vorlegte, ohne Einschränkung an.

### Passio(Zusammenfassung)
Der legendarischen Überlieferung nach versprach sich die Jungfrau Cäcilia Jesus Christus. Ihre Eltern verlobten und verheirateten sie jedoch mit einem jungen Heiden namens Valerianus (Kapitel 3). In der Hochzeitsnacht erläuterte sie ihrem jungen Ehemann, dass ein Engel über ihre Jungfräulichkeit wache (Kapitel 4). Auf die Bitte Valerians, ihm den Engel zu zeigen, erklärte ihm Cäcilia, dass er hierfür zuerst von einem heiligen alten Mann namens Urban, der an der  Via Appia lebe, getauft werden müsse (Kapitel 5). Nach der Taufe (Kapitel 6–7) kehrte er zu Cäcilia zurück. Er traf sie betend an, und jetzt sah er ebenfalls den Engel. Beide vereinbarten, ihre Ehe in Keuschheit, das heißt als Josefsehe zu führen.
Valerianus wünschte nun, seinen Bruder Tiburtius zum Christentum zu bekehren (Kapitel 8). Bei einem Besuch des Tiburtius erläuterten Cäcilia und Valerianus ihm ausführlich, welch ein Frevel die Götzenanbetung wäre und welches Entzücken das ewige Leben bereithielte (Kapitel 9–10). Von den Ausführungen überzeugt, wollte sich Tiburtius taufen lassen. Als er erfuhr, dass er hierfür zu Papst Urban müsse, erwiderte er, dieser verstecke sich derzeit, da er zum Tode verurteilt worden sei. Cäcilia erklärte Tiburtius daraufhin, dass der Tod nicht zu fürchten und die Freuden des Diesseits nur Illusion seien (Kapitel 11). Nach einer ausführlichen Darstellung der christlichen Lehre durch Cäcilia begab sich Tiburtius zu Papst Urban und ließ sich taufen (Kapitel 12–16).
In der Zwischenzeit hatte der Präfekt Turcius Almachius einige Christen hinrichten lassen. Valerianus sowie Tiburtius beteiligten sich verbotenermaßen an deren Bestattung, wurden nun ihrerseits vor den Präfekten geführt und debattierten mit diesem abwechselnd über den christlichen Glauben, zunächst Tiburtius (Kapitel 17), anschließend Valerianus (Kapitel 18–21). Der Präfekt ordnete schließlich an, sie vor die Stadt zu einem Heiligtum des Jupiter zu bringen und sie hinzurichten, sollten sie das Opfer an Jupiter verweigern. Sie wurden begleitet von einem Legionär im Range eines Cornicularius namens Maximus, der sich in ein Gespräch mit Tiburtius über dessen Glauben einließ (Kapitel 22). Da er mehr erfahren wollte, nahm er seine Gefangenen mit nach Hause, wo des Nachts Cäcilia mit Priestern hinzukam. Maximus wurde noch in dieser Nacht samt den Angehörigen seines Haushalts ebenfalls getauft (Kapitel 23). Als nun Valerianus und Tiburtius am nächsten Tag das Opfer für Jupiter verweigerten, wurden beide hingerichtet. Die Bekehrung des Maximus, der die Seelen der Hingerichteten zu Gott aufsteigen sah, wurde Turcius Almachius zugetragen, worauf er Maximus erschlagen ließ. Cäcilia bestattete ihn neben Valerianus und Tiburtius (Kapitel 24).

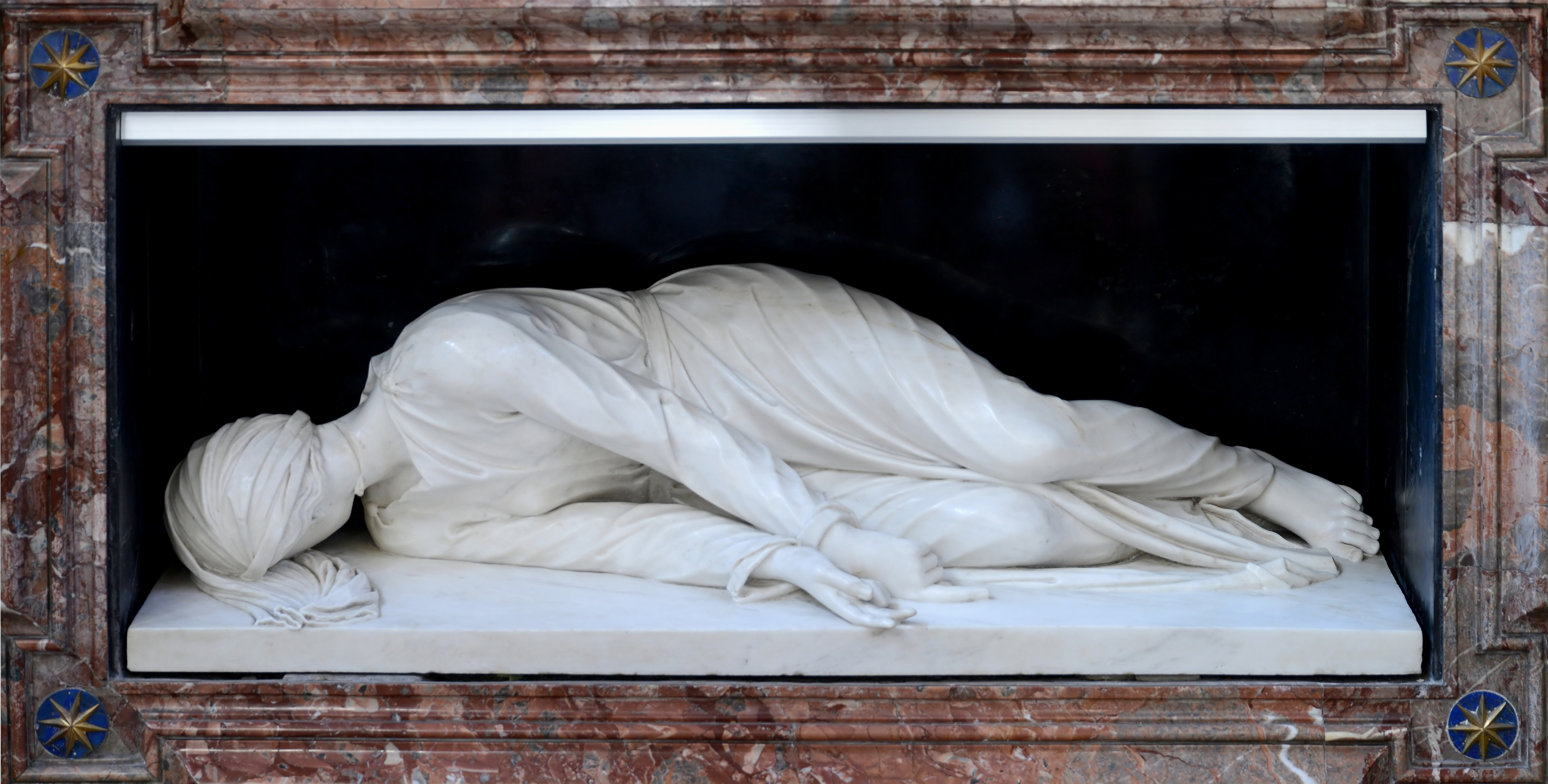
Skulptur der hl. Cäcilia von Stefano Maderno in der Kirche Santa Cecilia in Trastevere (1599–1600)

Almachius stellte Cäcilia unter Hausarrest und schickte seine Schergen, um ihren Besitz schätzen zu lassen, doch mussten sie feststellen, dass sie all ihren Besitz an die Armen verteilt hatte. Nachdem auch die Schergen des Almachius von Cäcilia bekehrt worden waren (Kapitel 25–26), wurden sie mit 400 anderen während einer Massentaufe im Hause Cäcilias von Urban getauft (Kapitel 27). Nun wurde Cäcilia selbst vor den Präfekten geführt. In einer langen Diskussion stellte sie dessen Autorität infrage und verhöhnte den heidnischen Glauben (Kapitel 28–30). Am Ende verurteilte der aufgebrachte Präfekt Cäcilia zum Tode durch Ersticken in den heißen Dämpfen ihres Bades. Als die Dämpfe ihr allerdings einen ganzen Tag und eine ganze Nacht nichts anhaben konnten, versuchte der Henker, sie zu enthaupten, was ihm auch beim dritten Schlage nicht gelang. Daraufhin wurde die Hinrichtung abgebrochen. Schwer am Hals verwundet lebte Cäcilia noch drei Tage lang – ein Aufschub, um den sie Gott selbst gebeten habe – und verteilte ihre Reichtümer unter den Armen. Auf dem Sterbebett überzeugte sie Urban, ihr Wohnhaus als Kirche zu weihen (Kapitel 31). Urban bestattete Cäcilia zwischen den Bischöfen Roms (inter collegas suos episcopos), das heißt in der sogenannten Papstgruft der Calixtus-Katakombe, und weihte das Haus Cäcilias zur Kirche (Kapitel 32).

## Verehrung

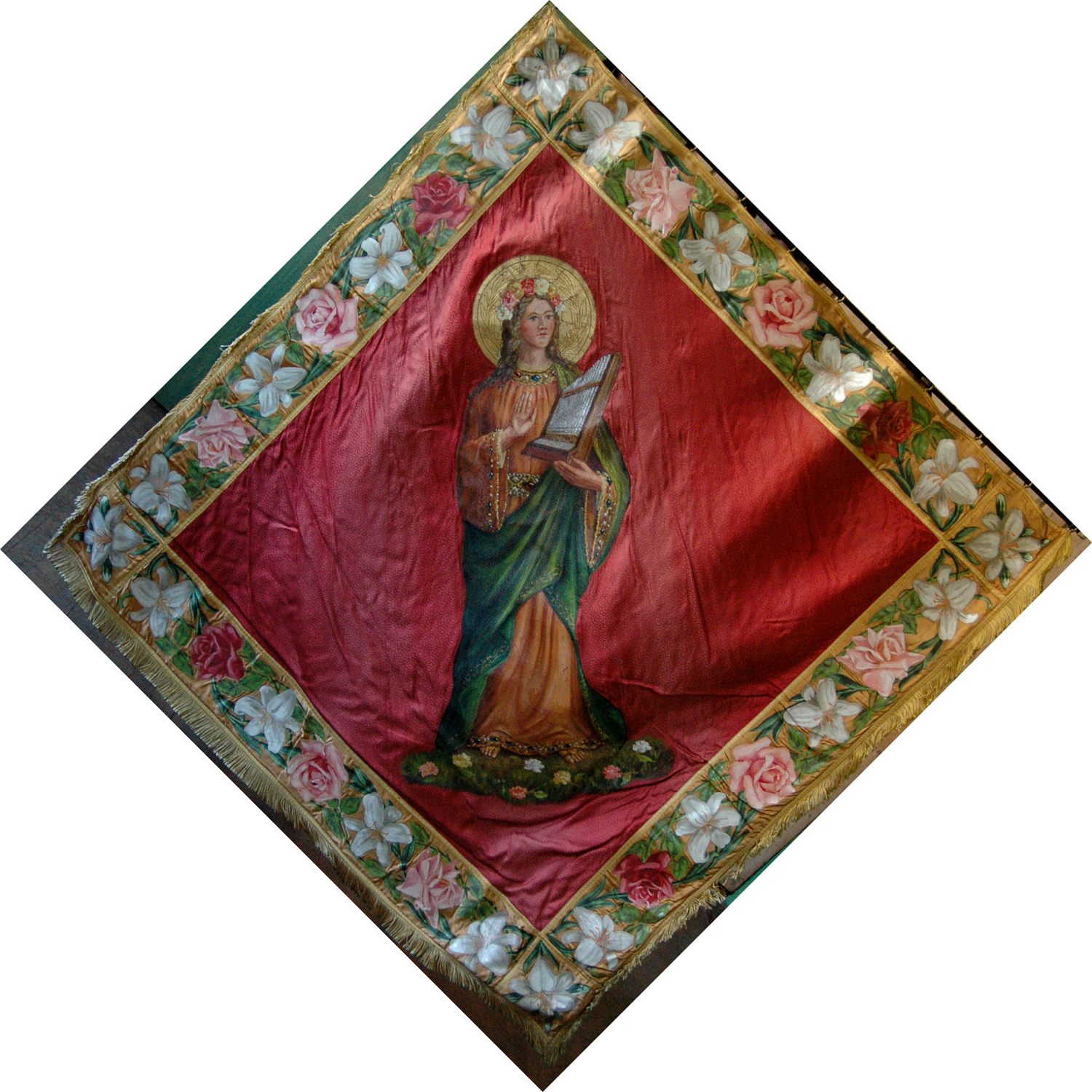
Darstellung der hl. Cäcilia auf einer Fahne aus dem Jahr 1929 (mit Rosen als Attribut)

Gedenktag der heiligen Cäcilia in der katholischen Kirche, den orthodoxen Kirchen, der anglikanischen Gemeinschaft und der evangelischen Kirche ist spätestens seit dem 6. Jahrhundert der 22. November. Die früheste bekannte Darstellung der heiligen Cäcilia ist in der Prozession der Jungfrauen in Sant’Apollinare Nuovo in Ravenna erhalten. Seit dem 7. Jahrhundert verehrte man ihr Grab an der Via Appia. Im Jahre 821 oder 822 ließ Papst Paschalis I. laut seiner Vita im Liber Pontificalis die Reliquien der hl. Cäcilia nach der „Auffindung“ ihres Grabs in der Praetextatus-Katakombe samt den Reliquien weiterer Märtyrer in die ihr geweihte Kirche Santa Cecilia in Trastevere überführen. Der Widerspruch zwischen der in der passio überlieferten Bestattung der hl. Cäcilia in der Calixtus-Katakombe und ihrer Auffindung in der Praetextatus-Katakombe durch Paschalis konnte bislang – trotz zahlreicher Vorschläge – nicht aufgelöst werden.
Den Kopf Cäcilias ließ Paschalis in einem eigenen Reliquiar – der Liber Pontificalis nennt zunächst eine arcella, ein „Kästchen“, zur Aufbewahrung, die Paschalis später durch ein silbernes Gefäß ersetzte – bergen. Papst Leo IV. überführte diese Kopfreliquie später in die Krypta der von ihm grundlegend umgestalteten Kirche Santi Quattro Coronati. In den Besitz weiterer Reliquien der hl. Cäcilia – Knochen, Finger, Arme, Zähne – kamen zwischen den Jahren 830 und 1204 wenigstens acht verschiedene Orte, unter anderem brachte Hrabanus Maurus einen Knochen ins Kloster Fulda. Doch auch Halberstadt, die Sankt-Peters-Abtei in Gent, St. Andreas in Köln, St. Paulin in Trier und die Abtei Erstein besaßen Reliquien der Heiligen.
Die der hl. Cäcilia geweihte und von Paschalis erneuerte Kirche Santa Cecilia in Trastevere im Rang einer Basilica minor, die angeblich auf der überlieferten Stelle ihres Wohnhauses errichtet worden war, ist Stationskirche am Mittwoch der zweiten Fastenwoche. Sie wurde in den folgenden Jahrhunderten weiter ausgeschmückt, unter anderem im 13. Jahrhundert mit Fresken von Pietro Cavallini und – nach der Öffnung des Sarges am 20. Oktober 1599, bei der der Leichnam angeblich unverwest geborgen worden war – mit der Skulptur der hl. Cäcilia von Stefano Maderno. Der Auffindung des Grabes in der Kirche soll die Vision der Terziarin des Dominikanerordens, Caterina Paluzzi, vorausgegangen sein, in der sie die genaue Lage des Leibes der heiligen Cäcilia in der Kirche geschaut habe. Aus Anlass der Auffindung verfasste Antonio Bosio im Jahr 1600 seine Fassung der passio sanctae Caeciliae.
Da die heilige Cäcilia vor allem als Schutzpatronin der Kirchenmusik gilt, sind ihre Attribute seit dem 13. Jahrhundert Musikinstrumente (Zither, Cello oder Geige), seit dem 15. Jahrhundert vor allem die tragbare Orgel, das Portativ, als deren Erfinderin sie galt. Zusätzlich kennzeichnen als Attribute das Schwert ihr Martyrium und die Rosen ihre Jungfräulichkeit.

## Rezeption

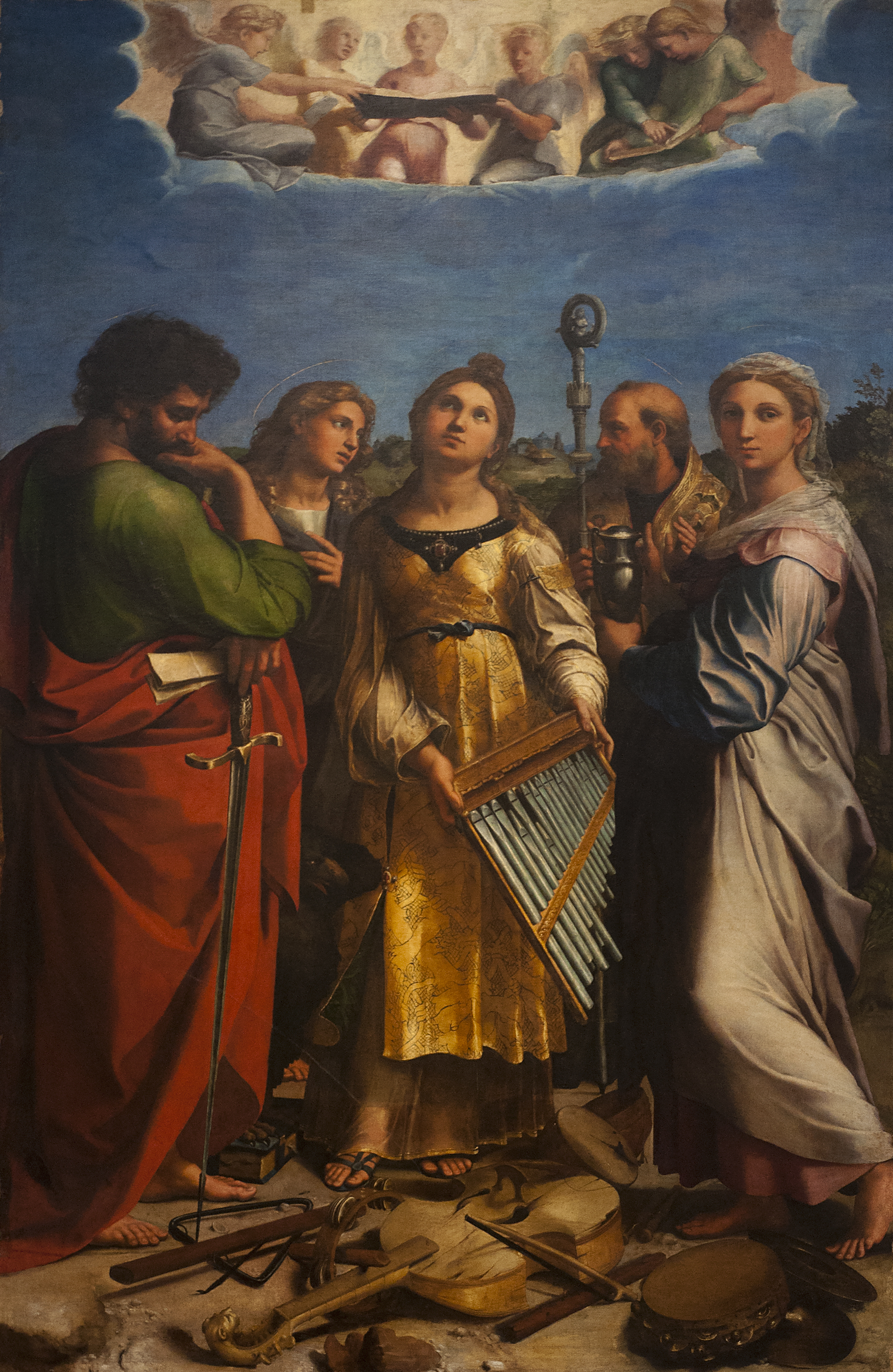
Raffael – Die Verzückung der Heiligen Cäcilia (um 1515) zeigt Cäcilia mit einem Portativ und weiteren Instrumenten zu Füßen in Begleitung weiterer Heiliger

Die Verbindung der hl. Cäcilia zur Kirchenmusik, insbesondere zum Orgelspiel, das in ihrer christlichen Ikonographie eine große Rolle spielt, hat ihren Ursprung in einem Satz aus der passio sanctae Caeciliae aus dem 5. Jahrhundert:
Venit dies in quo thalamus collocatus est et cantantibus organis illa in corde suo soli Domino decantabat dicens: Fiat cor meum et corpus meum immaculatum, ut non confundar.
„Es kam der Tag, auf den die Hochzeit festgesetzt war, und während die Instrumente spielten, sang sie in ihrem Herzen dem Herrn allein mit den Worten: Mögen mein Herz und mein Leib unbefleckt sein, damit ich nicht verderbe.“
Seit dem 8. Jahrhundert wird im Stundengebet an ihrem Gedenktag eine Kurzfassung dieses Textes als eine der Antiphonen der Vesper gesungen:
Cantantibus organis Caecilia Domino decantabat dicens: Fiat cor meum immaculatum, ut non confundar.
„Zum Spiel der Instrumente sang Cäcilia dem Herrn mit den Worten: Möge mein Herz unbefleckt sein, damit ich nicht verderbe“.
Das wichtige in corde suo („in ihrem Herzen“) und soli („[dem Herrn] allein“) der Passio wurde weggelassen. Der Gegensatz zwischen dem Lärm der Hochzeitsmusik und Cäcilias innerlicher Hinwendung zu Gott war in dieser Fassung verloren gegangen, eine neue Akzentuierung vorbereitet. In der Folge wurde im fortschreitenden Mittelalter der Ablativus absolutus cantantibus organis („während die Instrumente spielten“) zunehmend als Ablativus instrumentalis im Sinne von „die Orgel spielend“ verstanden und von den Malern entsprechend umgesetzt: Cäcilia wurde selbst zur Musikantin, seit dem 15. Jahrhundert vorzugsweise an der Orgel. Auf diesem Weg erlangte sie das Patronat über die Kirchenmusik.
Die Cäcilienfeiern wurden im 17. und 18. Jahrhundert mit großen eigens geschaffenen Kompositionen, den Cäcilienoden, begangen. Unter den Komponisten, die dazu Werke beitrugen, waren Henry Purcell, John Blow, Jeremiah Clarke, Maurice Greene, Daniel Purcell und Georg Friedrich Händel (Alexander’s Feast or the Power of Music. An Ode Wrote in Honour of St. Cecilia und Ode for St. Cecilia’s Day, Texte von John Dryden). In Italien schuf Alessandro Scarlatti 1708 das Oratorium Il martirio di Santa Cecilia. Im deutschsprachigen Raum entstand beispielsweise Cäcilia oder Die Feier der Tonkunst des Komponisten Georg Valentin Röder (1780–1848). Die heilige Cäcilie oder die Gewalt der Musik (Eine Legende.) ist eine Erzählung von Heinrich von Kleist. Sie wurde zuerst in den Berliner Abendblättern vom 15. bis 17. November 1810 veröffentlicht, und zwar mit der Widmung „Zum Taufangebinde für Cäcilie M.“. Sie wurde verfasst als Patengeschenk für Cäcilie Müller, die älteste Tochter von Adam Müller.
Ferenc Liszt komponierte Die heilige Cäcilia. Legende[,] gedichtet von Madame Emile de Girardin[.] Für eine Mezzo-Sopran-Stimme mit Chor (ad libitum) und Orchester oder Pianoforte (Harmonium und Harfe) Begleitung. Auch Benjamin Britten folgte mit der Hymn to St. Cecilia (Text von W. H. Auden) dieser Tradition. Charles Gounod komponierte 1855 die Messe solennelle en l’honneur de Sainte-Cécile, die im Deutschen meist verkürzt „Cäcilienmesse“ genannt wird. Von Anton Urspruch stammt die Oper Die heilige Cäcilia; sie wurde 1907 unvollendet hinterlassen und 2021 in Ulrich Leykams Vervollständigung uraufgeführt.
Der Cäcilianismus ist eine einflussreiche katholische kirchenmusikalische Restaurationsbewegung aus dem 19. Jahrhundert. Von der heiligen Cäcilia leitet sich auch der Name des Kirchenmusikfestivals Cecyliada in Police in Polen her.

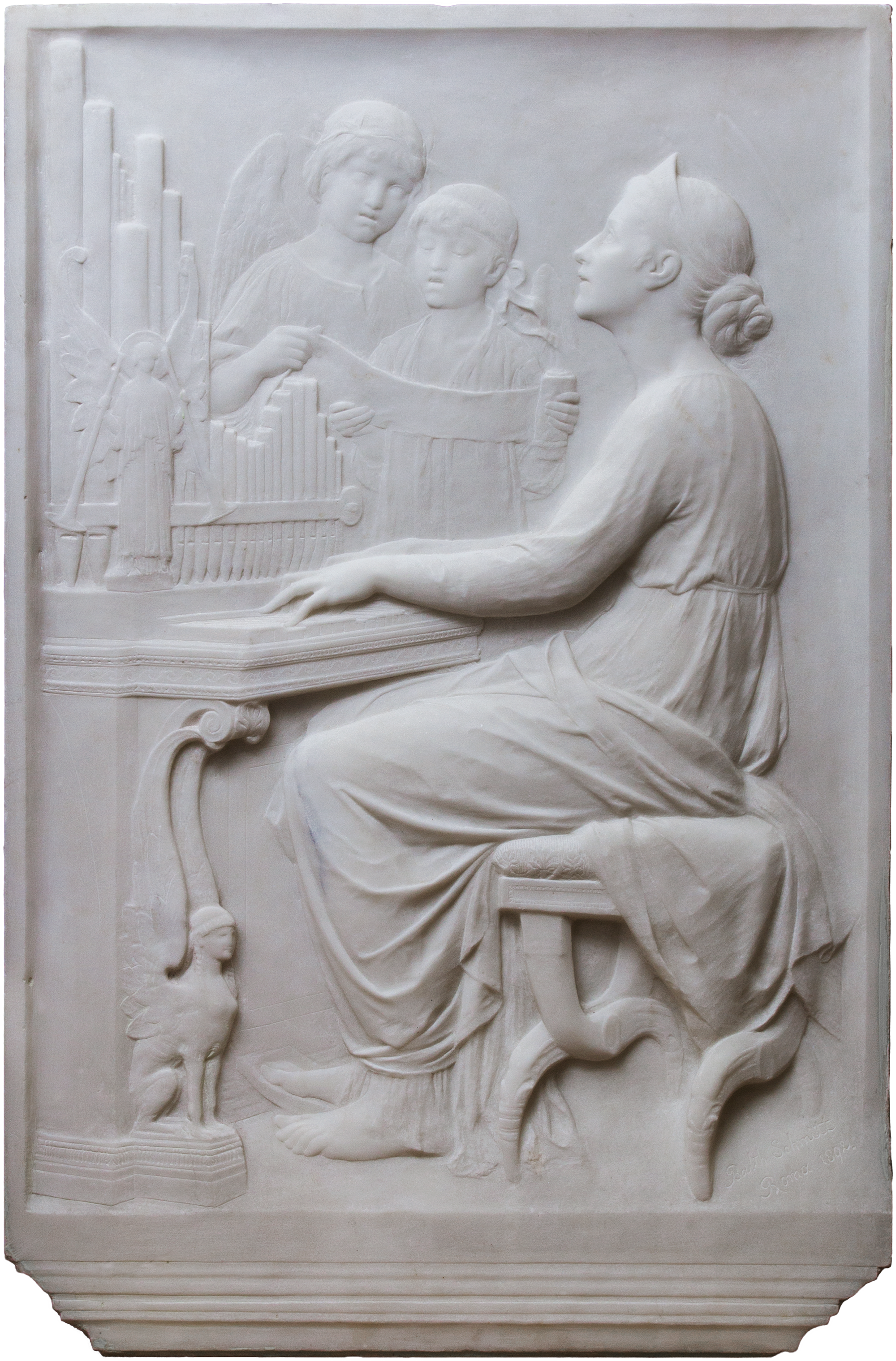
Marmorrelief der orgelspielenden hl. Cäcilia von Balthasar Schmitt, Rom 1892
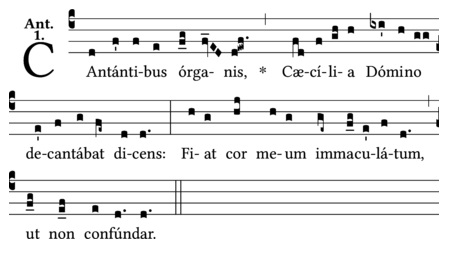
Cantantibus organis, gregorianische Antiphon am Cäcilientag